# Carol Kaneová
Carolyn Lauren Kaneová (* 18. června 1952 Cleveland, Ohio) je americká herečka, která díky charakteristickému chraplavému hlasu vynikla především v komediálním žánru.
Pochází z rodiny židovských přistěhovalců z Ruska, její otec byl architekt a matka zpěvačka. Chodila na newyorskou Professional Children's School, ve čtrnácti letech debutovala na divadle ve hře The Prime of Miss Jean Broddie a v roce 1971 ji Mike Nichols obsadil do filmu Tělesné vztahy.
Proslavila se v roli Simky, manželky hlavního hrdiny Latky (Andy Kaufman), v televizním seriálu Taxi, za který v letech 1982 a 1983 získala cenu Emmy pro nejlepší komediální herečku. Spolupracovala i s Woodym Allenem (Annie Hallová), Sidney Lumetem (Psí odpoledne) a Gene Wilderem (Největší milovník). Za roli Gitl ve filmu Hester Street byla nominována na Oscara za nejlepší ženský herecký výkon v hlavní roli. Hrála také v australském snímku Norman Loves Rose a byla nominována na cenu AFI.
Objevila se v seriálech Na zdraví, Dva a půl chlapa, Ošklivka Betty a Nezdolná Kimmy Schmidt. Devět let vystupovala na Broadwayi v muzikálu Čarodějka, v londýnském Harold Pinter Theatre se představila ve hře Lillian Hellmanové Dětská hodinka.